# Kofi Acquah-Dadzie
Kofi Acquah-Dadzie (Juaso, Ashanti; 1939) es un académico, jurista y escritor ghanés afincado en Botsuana. Fue Secretario Adjunto y Magistrado del Tribunal Superior de Botsuana.

## Primeros años
Acquah-Dadzie nació en 1939 en Juaso en la región de Ashanti de Ghana (entonces la Costa de Oro británica). Completó su educación inicial en la Escuela de Gobierno de Juaso en 1953. Posteriormente estudió en la Aggrey Memorial AME Zion Senior High School, donde obtuvo su certificado de nivel ordinario en 1958, y en la Academia de Accra para su certificado de nivel avanzado que recibió en 1964. Posteriormente ingresó en la Universidad de Ghana en Legon; allí estudió derecho y obtuvo su LLB en 1968. Luego fue admitido en la Facultad de Derecho de Ghana, donde se graduó con su certificado de barrister y obtuvo el título de abogado y barrister de la Corte Suprema de Ghana.

## Carrera
Trabajó como magistrado de grado I y también se desempeñó como juez interino del Tribunal Superior en Koforidua. Más tarde se fue a Nigeria para unirse al personal de la Universidad de Maiduguri como tutor político principal. Después de enseñar en Nigeria durante un tiempo, asumió el cargo de magistrado superior en Palapye, Botsuana. Posteriormente fue elevado a la categoría de Magistrado Principal, prestando servicios en Mahalapye. Hasta su jubilación en 2004, fue Secretario Adjunto y Magistrado del Tribunal Superior de Botsuana.

## Publicaciones
Es autor de varios libros centrados principalmente en el derecho de Botsuana y el sur de África en general. Algunos de estos libros incluyen:
- Manutención de los hijos y de las esposas abandonadas: (leyes de Botsuana), (1998);[11][12]
- Diccionario mundial de expresiones extranjeras: un recurso para lectores y escritores (con Gabriel Adeleye), (1999);[13][14][15][16][17][18][19][20]
- Manual para fiscales, (2000);[21]
- Ley y procedimiento para el enjuiciamiento de violaciones y otros delitos sexuales comunes en Botsuana (2000);[1][22]
- Índice de casos penales seleccionados de Botsuana (1964-2002), (2003);[23][24]
- Guía del policía sobre derecho penal y pruebas en Botsuana, (2004);[24][25]
- Una guía para Heroes Acre: algunos datos básicos sobre los héroes de Zimbabue y Heroes Acre, números 1 a 3 (con Micah Cheserem), (2006);[26]
- Una larga noche de arrepentimientos: lecciones morales para la juventud, (2006).[27]
- El Momento de Decidir: Rompiendo la Cadena de la Red Sexual, (2013)
- Manual para periodistas sobre informes judiciales, (2014)
- Los elementos de los delitos del derecho penal de Botsuana, (2015)